# 长喙乌头
长喙乌头（学名：Aconitum georgei）为毛茛科乌头属下的一个种。

## 扩展阅读
- 維基物種上的相關：长喙乌头